# Escacat ("Taquejat jaquès")

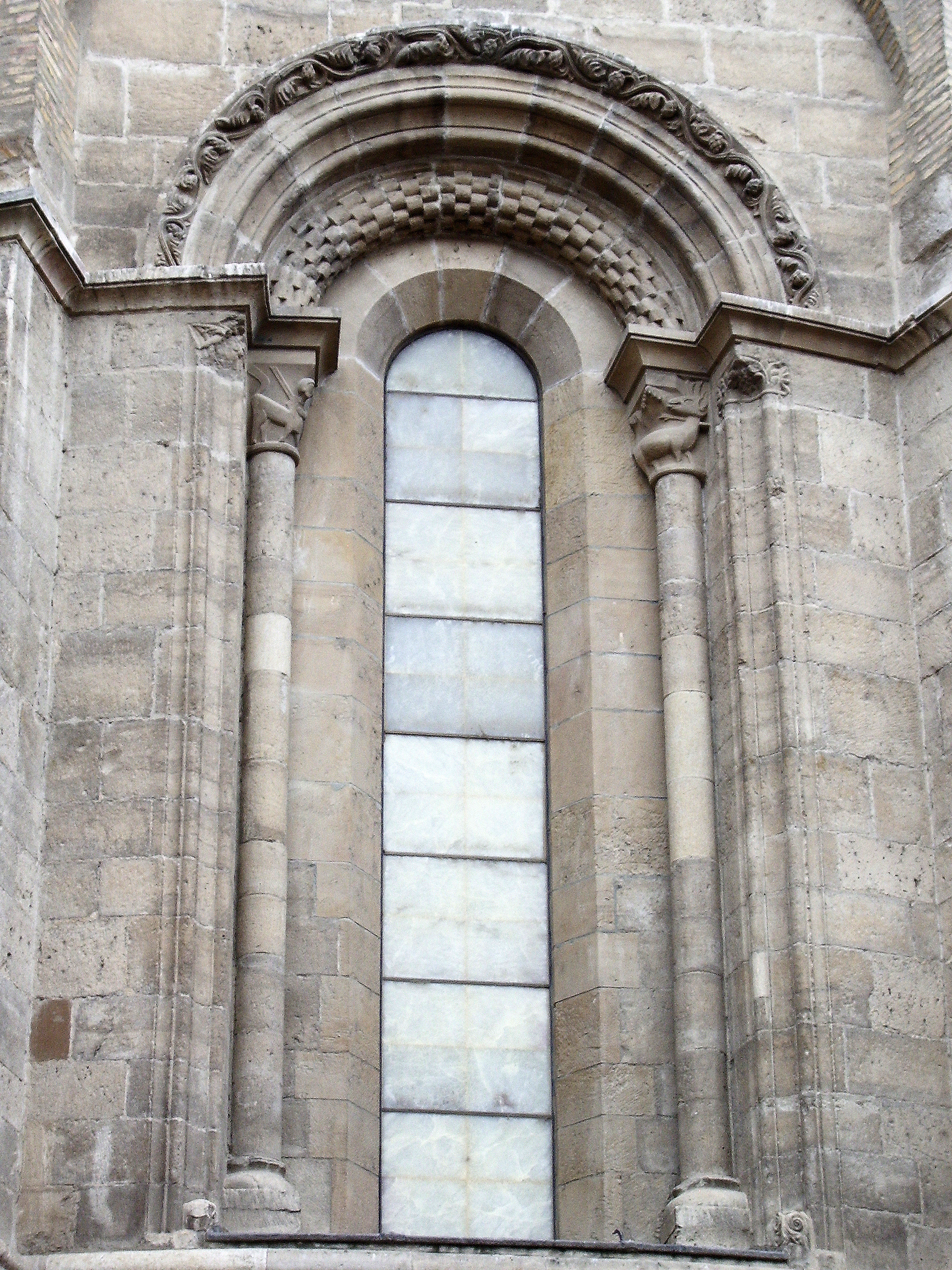
Taqueado jaqués en la finestra de l'absis de la Catedral de Saragossa.

L'escacat és un tipus d'ornamentació, de finals del segle xi, en sèrie que es troba en frisos i arquivoltes, fonamentalment, basat bé en quadrats (anomenats “tacs”) o bé en rectangles (anomenats “bitllets”), uns enfonsats i uns altres sortints de forma alterna, en línies paral·leles, almenys en nombre de tres, donant lloc a ombres que simulen un tauler d'escacs, d'on li ve, en part el seu nom, ja que si bé escacat té l'origen en la similitud d'aquesta decoració amb un tauler d'escacs, el terme “taqueado jaqués”, està més relacionat amb el fet de presentar-se de manera abundant en la decoració de la catedral de Jaca, d'on es va haver d'estendre a la resta d'edificis religiosos que jalonen el camí de peregrinació a Santiago de Compostel·la.
Així, pot dir-se que aquest motiu decoratiu, que és molt usual, en diverses versions, en l'arquitectura romànica espanyola, sobretot als edificis de la ruta jacobea, és típic del romànic espanyol.
És similar al fris de corrons, emprat en el romànic normand, consistent en una sèrie de bitllets, un d'ells destacat en relleu de forma alterna, de manera que es dona lloc a un corró o tondino.
Altres noms que es donen a aquesta decoració són escacat, bitllets, tacs, escaquejat o daus.

## Alguns edificis que llueixen l'escacat
Entre els edificis romànics situats tant en el camí de Sant Jaume, com en zones d'influència, en els quals es pot observar aquesta decoració tenim:
- Catedral de Jaca
- Monestir de Leyre
- Castell de Loarre
- Sant Martí de Frómista
- Catedral del Salvador de Saragossa
- Monestir de Sant Joan de la Penya
- Basílica de Sant Isidor de Lleó
- Sant Tomé de Zamora

- Col·legiata de Santillana del Mar, frisos i arquivoltes a l'absis

L'escacat en edificis romànics de Catalunya és una mica diferent. N'hi ha a la Vall d'Aran, la Vall de Boí i altres indrets de Catalunya, però és un escacat pla, amb "forats". Entre aquests hi ha:
- Sant Pere d'Escunyau (Sant Pèir d'Escunhau), algun que altre arquivolta i portal.
- La Nativitat de Durro (arquivoltes).
- etc.

## Galeria d'imatges (escacat jaquès)

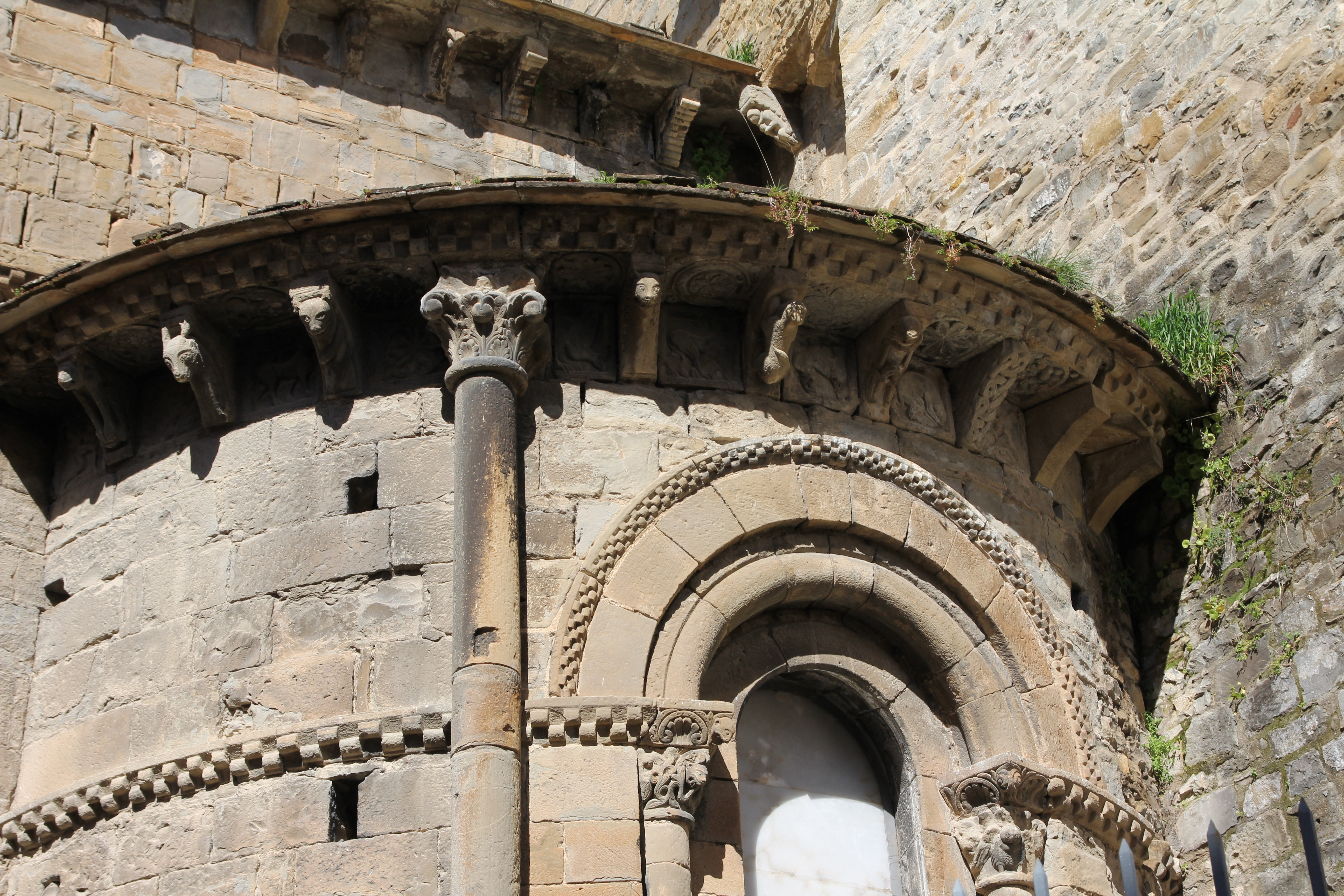
Absis de la catedral de Jaca
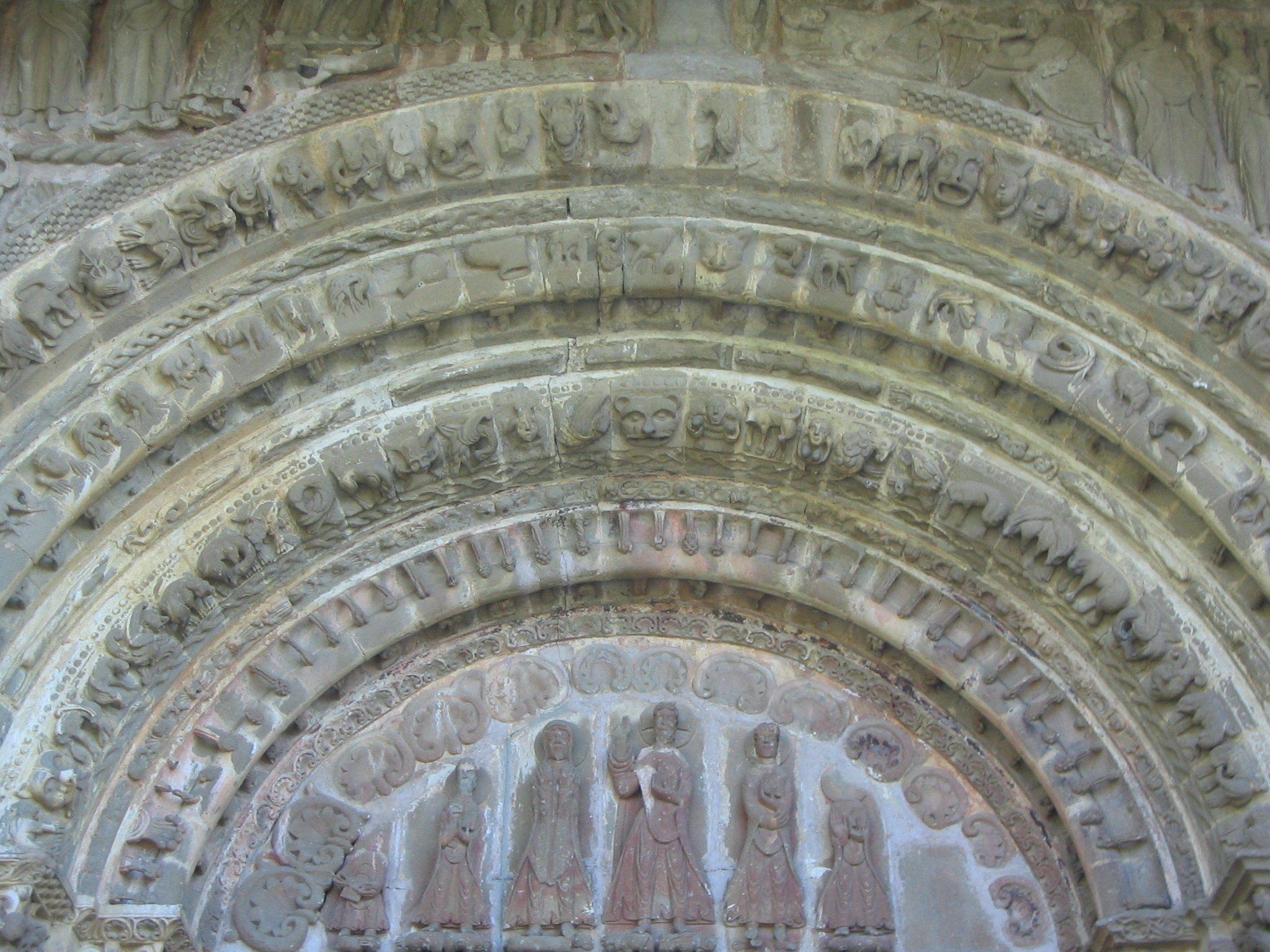
Arquivoltes en un portal del monestir de Leyre.
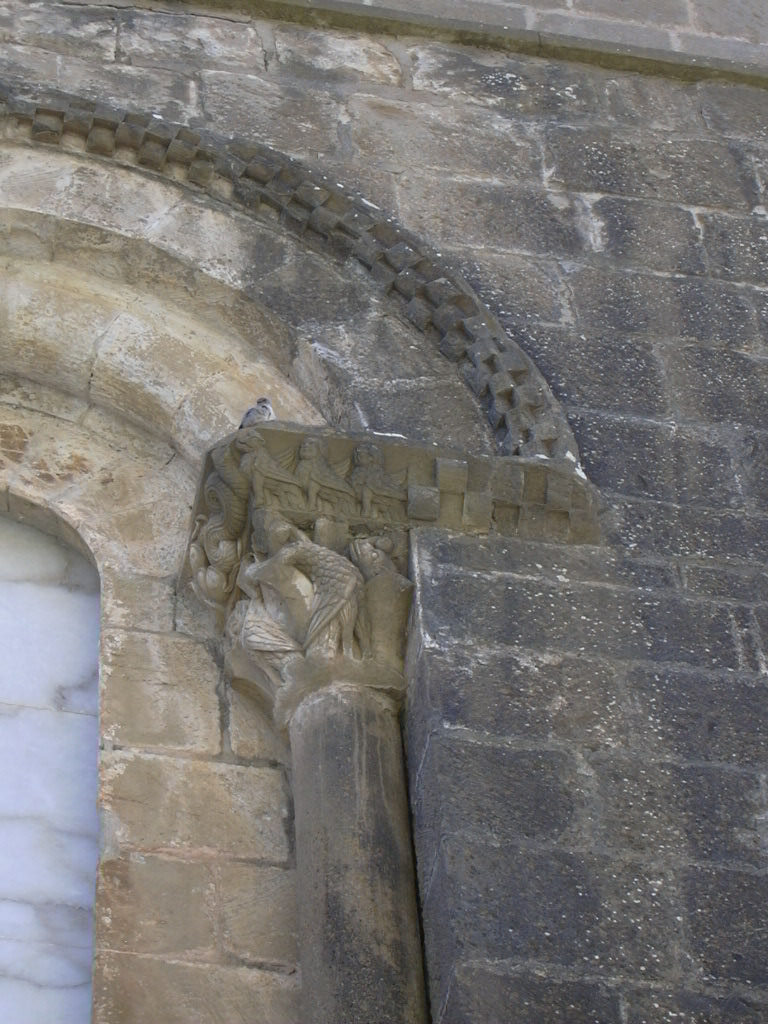
Detall de finestra. Absis de la capella reial del castell de Loarre
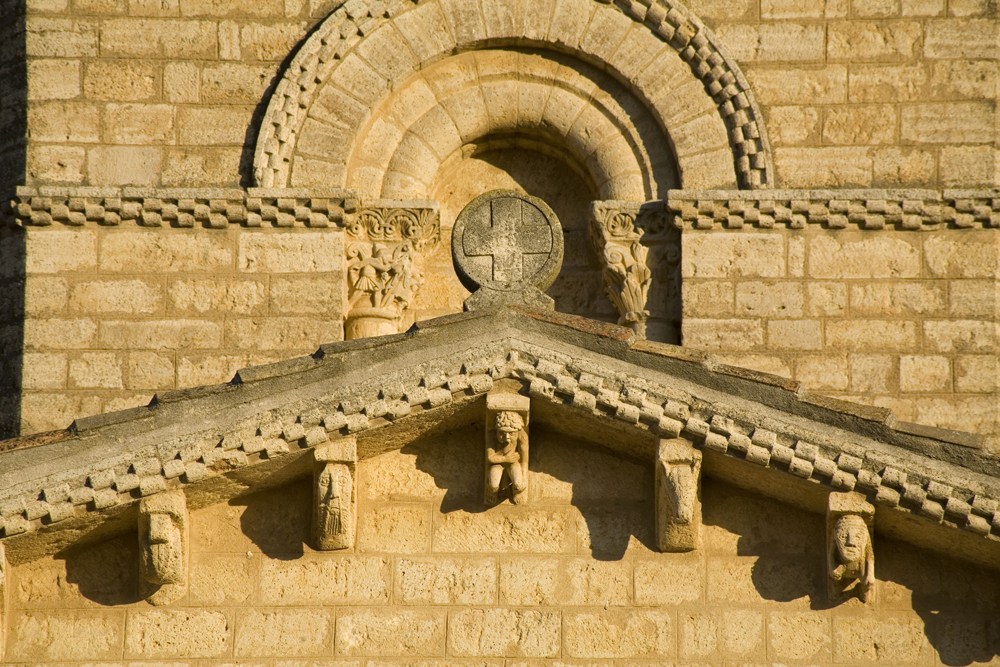
Detall de la decoració a Sant Martí de Frómista.
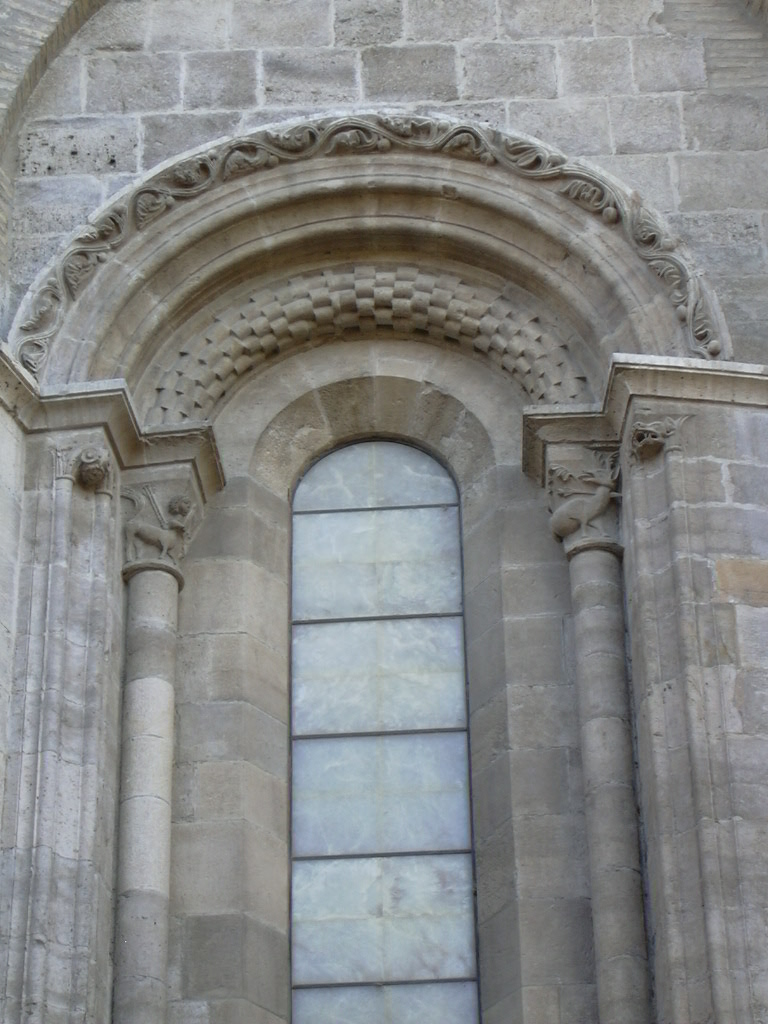
Arquivoltes d'una finestra. Absis de la catedral de Saragossa
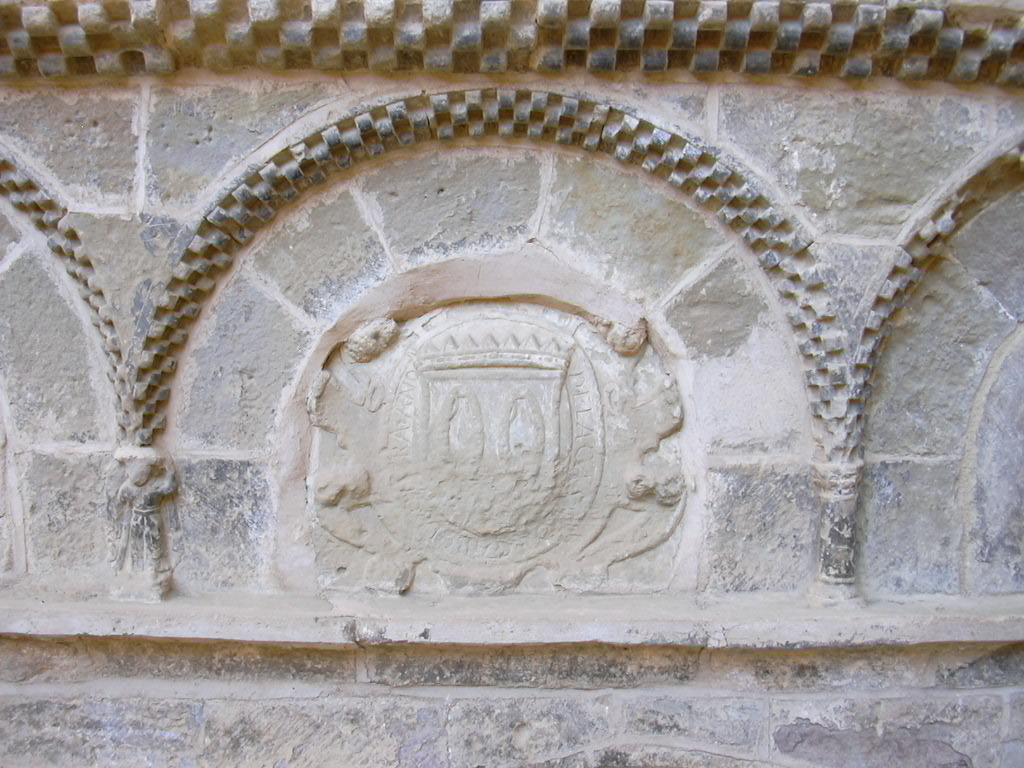
Decoració d'arcs cecs del monestir de Sant Joan de la Penya.
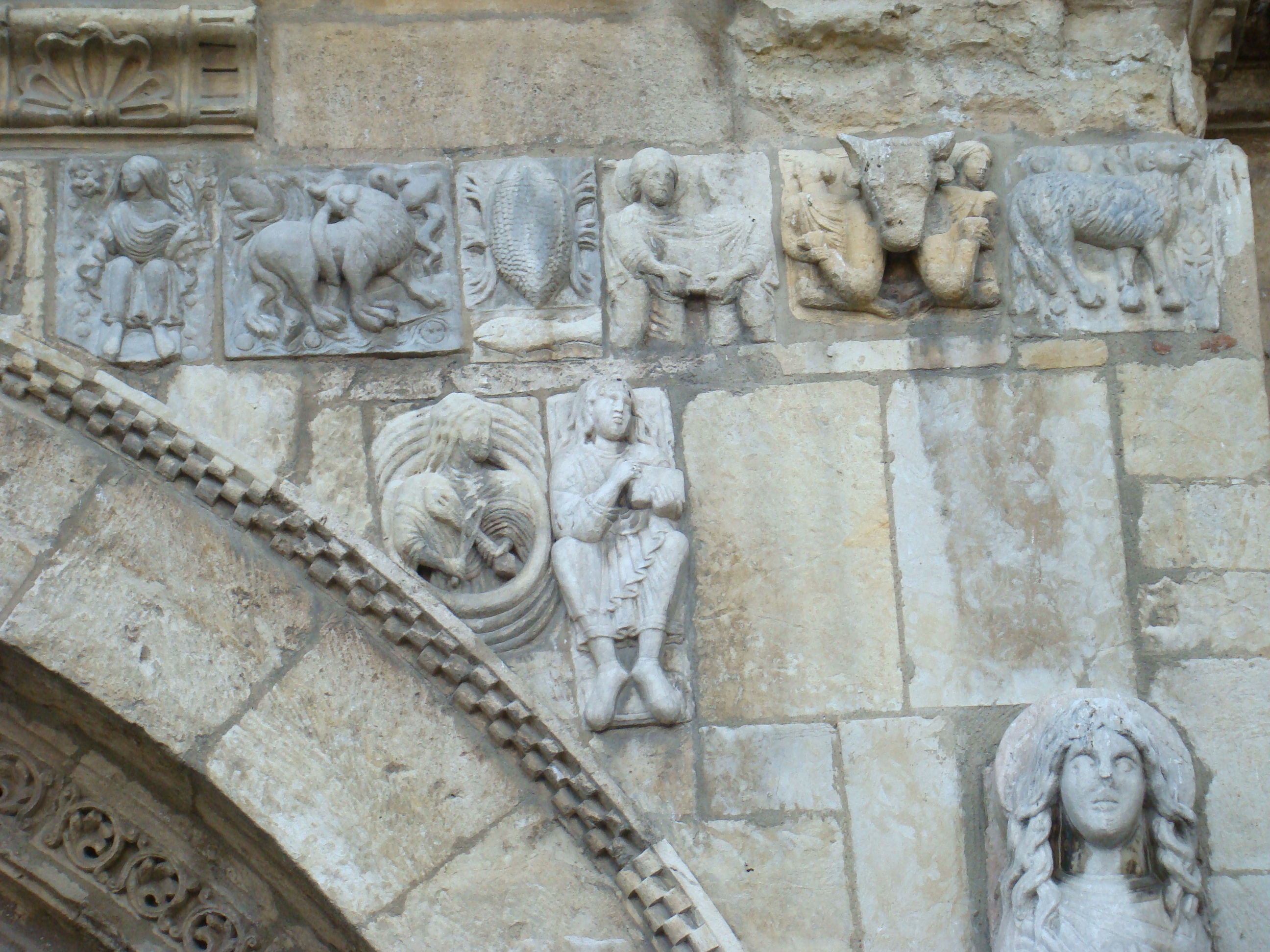
Detall de la decoració del portal de l'anyell de Sant Isidor de Lleó
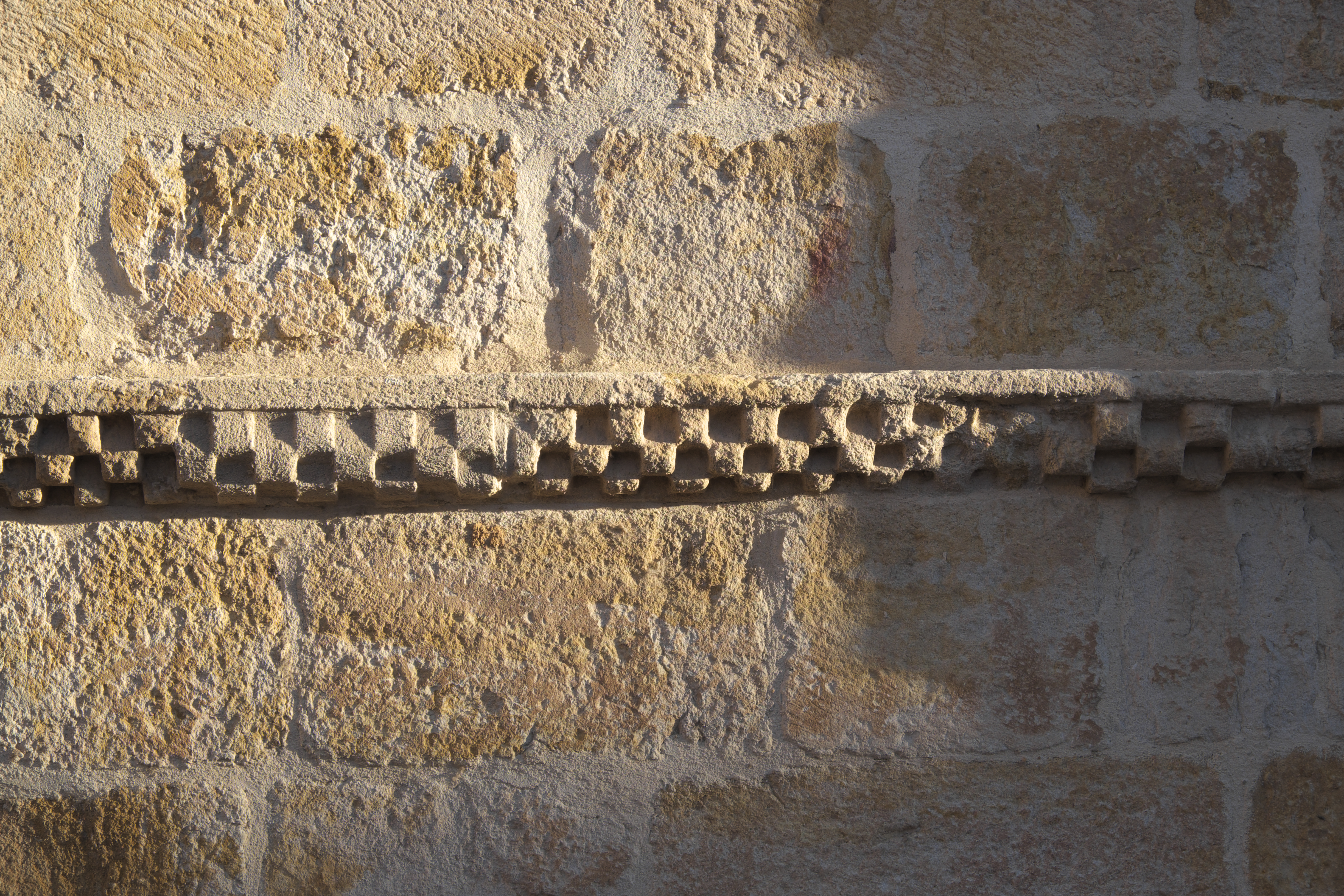
Fris a la façana de Sant Tomé de Zamora
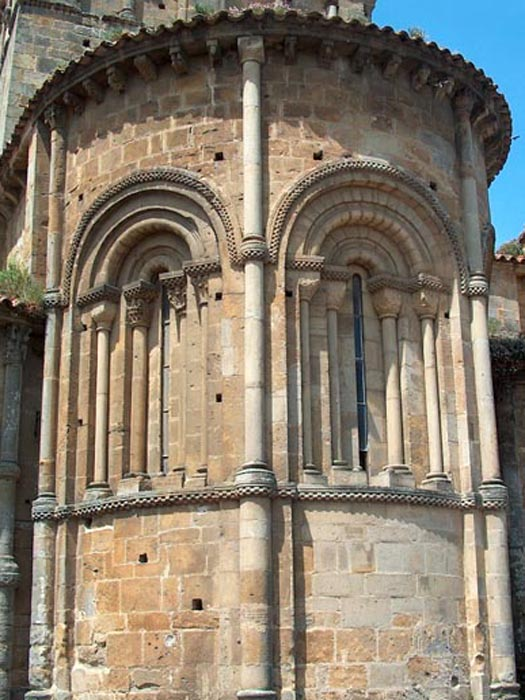
Absis de la col·legiata de Santillana del Mar

## Galeria d'imatges (escacat pla)

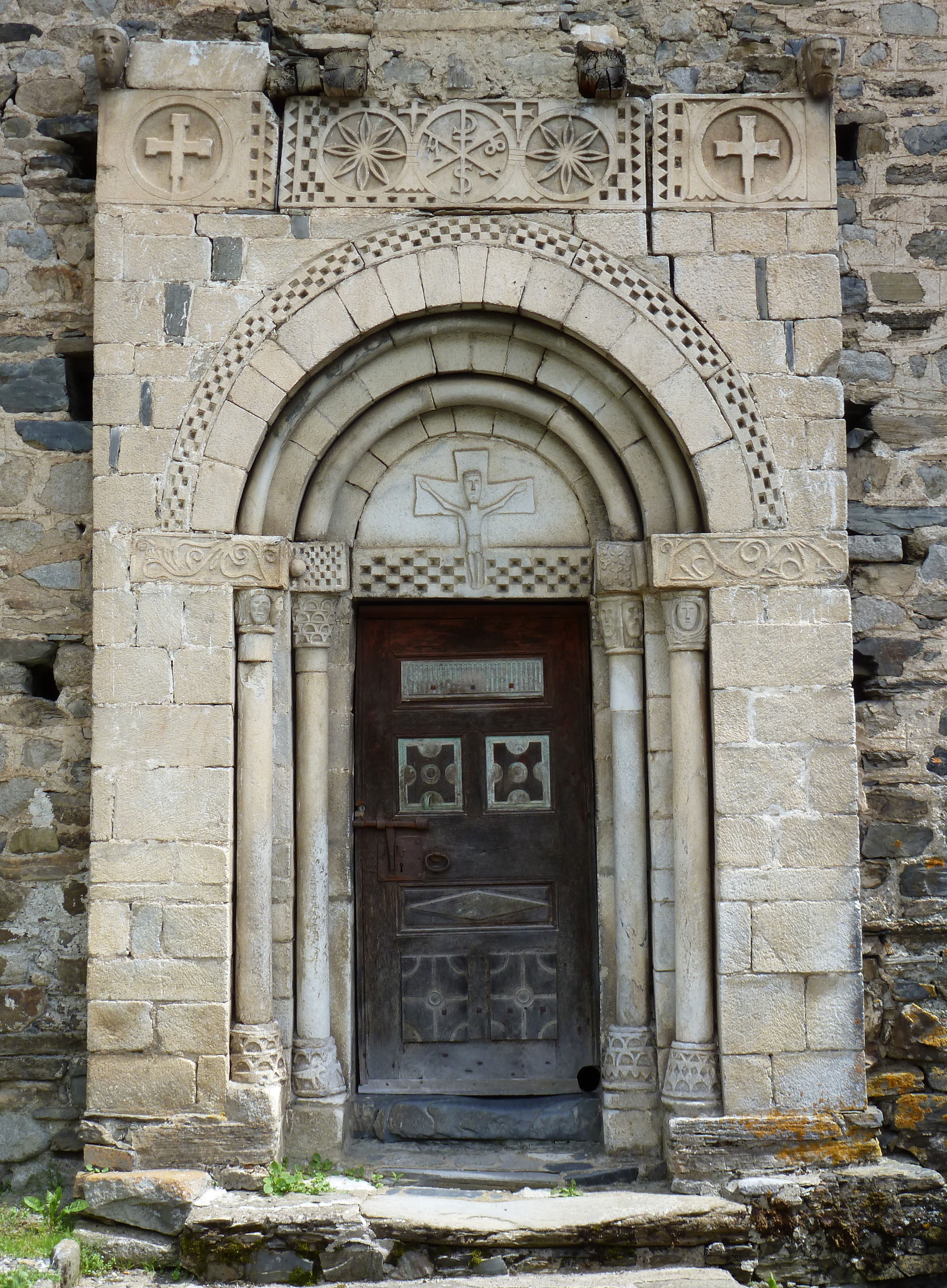
Portada romànica de Sant Pere d'Escunyau, amb escacat "pla"
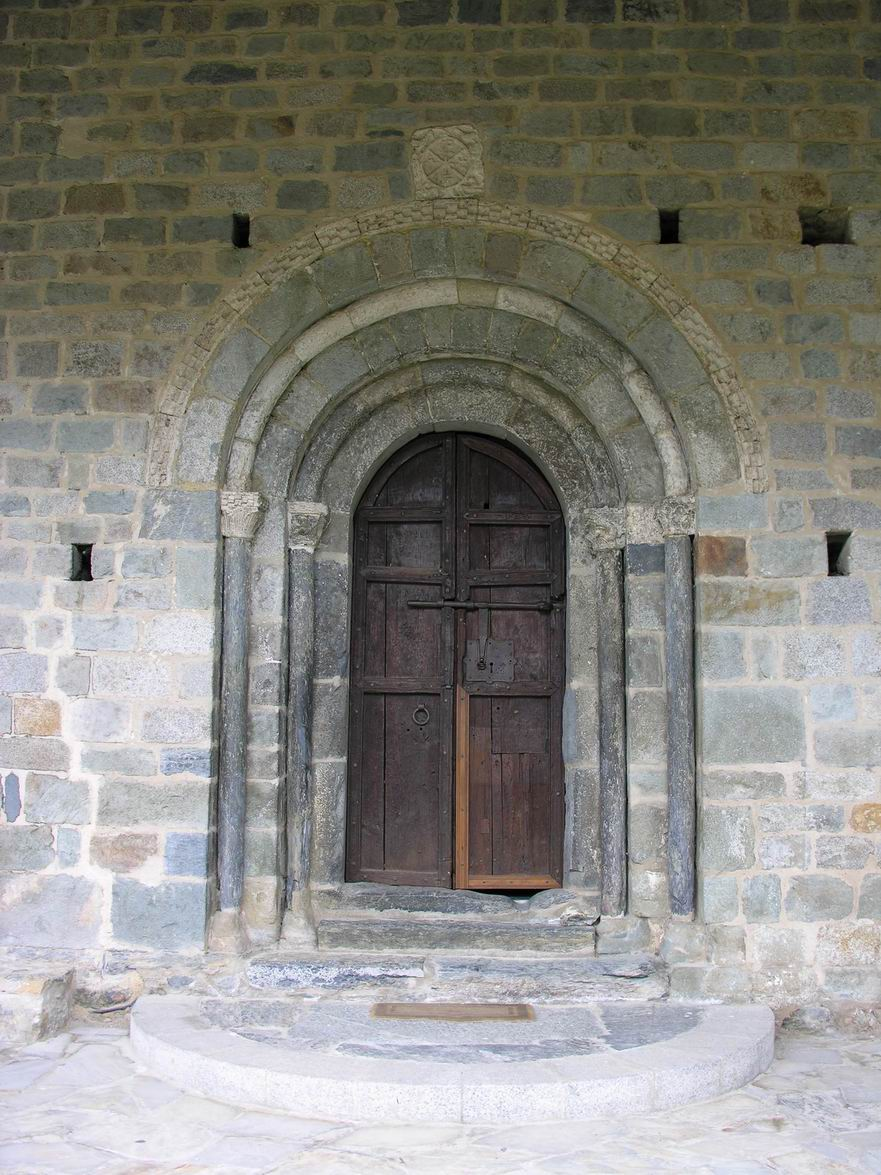
Porta de l'església de la Nativitat de Durro, amb escacat "pla"